# Santiago Duque de Estrada
Santiago Duque de Estrada (San Francisco de Campeche, Yucatán, Nueva España,  24 de julio, de 1789 - San Juan Bautista, Tabasco, México, 8 de marzo de 1860) Fue un militar y político mexicano, que nació en Campeche pero que vivió mucho tiempo en el estado mexicano de Tabasco, en donde realizó gran parte de su carrera política ocupando varios cargos entre los que sobresalen Vicegobernador y Gobernador provisional de Tabasco. 

## Primeros años
Nació en la ciudad de Campeche, provincia de Yucatán, Nueva España el 24 de julio de 1789, siendo el segundo hijo del matrimonio formado por el señor Miguel Duque de Estrada y la señora Josefa Crespi, desde muy niño lo llevó su padre a Tabasco, en donde vivió casi toda su vida Fue gobernador del estado en dos ocasiones, ambas como interino.

## Diputado Constituyente
Realizó sus estudios en la ciudad de Campeche, en donde al poco tiempo fundó el colegio Católico de San Miguel de Estrada. Posteriormente viajó a Tabasco, en donde se estableció. Debido a sus aptitudes para la política, fue nombrado Diputado para el primer Congreso del Estado Libre, Independiente y Soberano de Tabasco que se instaló el 3 de mayo de 1824 y que poco después se erigiera en Congreso Constituyente  elaborando la primera Constitución Política del estado de Tabasco el 5 de febrero de 1825.
De ideas conservadoras, Duque de Estrada se alió con Marcelino Margalli y juntos encabezaron a los conservadores tabasqueños, enfrascándose en rencillas y pleitos con el ala liberal tabasqueña encabezada por Agustín Ruiz de la Peña, contando con un importante peso político hasta 1829 cuando los liberales retomaron el poder en el estado. Desde el Congreso, Duque de Estrada encabezando el ala conservadora, se opuso y fustigó al gobernador Ruiz de la Peña al grado que este tuvo que retirarse a Cunduacán donde pretendió gobernar, sin embargo los Diputados lo acusaron de atentar contra el Congreso y dispusieron su arresto y destitución.

## Gobernador interino de Tabasco

### Primer período
En diciembre de 1827 fueron elegidos los conservadores Marcelino Margallicomo gobernador Constitucional y Santiago Duque de Estrada como vicegobernador, y trataron de instaurar el centralismo en el estado, pero en septiembre de 1828 Margalli fue declarado "con lugar a formación de causa y suspenso en su cargo" por el Congreso del estado, por lo que fue suspendido como gobernador del estado, tomando posesión del cargo, el Primer Vocal del Consejo Electoral Pedro José García el 17 de septiembre de 1828, ya que el vicegobernador Santiago Duque de Estrada, se encontraba enfermo en la ciudad de Campeche.
Al regresar de Campeche, el 8 de noviembre de ese año, Duque de Estrada recibió el gobierno del estado de manos de Pedro José García, y tomó posesión del mismo en calidad de Vicegobernador en ejercicio del Poer Ejecutivo, hasta el 10 de agosto de 1829 en que los federalistas recuperaron el gobierno.
Durante el gobierno de Duque de Estrada, se relaizaron elecciones para gobernador del estado, resultando ganador Agustín Ruiz de la Peña, por lo que Duque de Estrada, al ser enemigo de Ruiz de la Peña, no quiso entregarle el gobierno, por lo que solicitó licencia antes de que concluyera su mandato, asumiendo el cargo provisionalmente José Eusebio Magdonel el 21 de agosto de 1829.

### La primera invasión de los Chenes
Pese a ser derrocados del gobierno, los conservadores no se dieron por vencidos, y Santiago Duque de Estrada acudió al gobernador y comandante centralista de Yucatán José Segundo Carvajal solicitándole ayuda para reinstaurar el centralismo en Tabasco. De esta forma, a principios de 1830 el gobierno de Yucatán invadió Tabasco con un ejército de 300 soldados en la llamada Primera invasión de los Chenes, derrocando al gobernador Ruiz de la Peña.

### Segundo período
En 1835, el presidente Antonio López de Santa Anna, promulgó las llamadas Siete Leyes las que instauraban la República Centralista, por lo que los estados perían su autonomía y pasaban a ser Departamentos, siendo nombrados los gobernadores directamente por el presidente de la República, propiciando alzamientos y protestas en diversas regiones del país.
Ante estas nuevas disposiciones, se crearon en cada Departamento, las Juntas Departamentales, y Santiago Duque de Estrada, fue nombrado Primer Vocal de la Junta Departamental de Tabasco en 1836.
La segunda ocasión en que Duque de Estrada ocupó la gubernatura del estado en forma interina, fue en agosto de 1836, cuando el entonces gobernador interino Eduardo Correa dejó temporalmente el cargo. Entonces Duque de Estrada, gobernó interinamente en calidad de Primer Vocal de la Junta Departamental de Tabasco, permaneciendo hasta septiembre de ese año, cuando el vicegobernador Eduardo Correa, reasumió las funciones de gobernador interino.
Retirado a la vida privada, falleció en su finca "La Silvia", localizada en terrenos de El Censo, en el estado de Tabasco el 8 de marzo de 1860.